# Hotter than July
Hotter than July är ett musikalbum av Stevie Wonder, lanserat i september 1980 på skivbolaget Tamla-Motown. Skivan blev en stor succé efter det kommersiella fiaskot med det experimentella albumet Journey Through the Secret Life of Plants 1979. Det första spåret som spelades in till Hotter than July var reggaehyllningen "Master Blaster" vilken också blev en av skivans största hitsinglar. Skivans avslutande låt "Happy Birthday" skrevs som en hyllning till Martin Luther King. Även "I Ain't Gonna Stand for It" och "Lately" släpptes som singlar från skivan.
Albumet blev framröstat till det åttonde bästa i 1980 års Pazz & Jop-lista i tidningen The Village Voice.

## Låtlista
1. "Did I Hear You Say You Love Me" - 4:07
2. "All I Do" - 5:06
3. "Rocket Love" - 4:39
4. "I Ain't Gonna Stand for It" - 4:39
5. "As If You Read My Mind" - 3:37
6. "Master Blaster (Jammin')" - 5:07
7. "Do Like You" - 4:25
8. "Cash in Your Face" - 3:59
9. "Lately" - 4:05
10. "Happy Birthday" - 5:57

## Listplaceringar
| Lista (1980)   | Position            |
| -------------- | ------------------- |
| Finland        | 6                   |
| Frankrike      | 1                   |
| Japan          | 29 (Oricon)         |
| Kanada         | 18 (RPM)            |
| Nederländerna  | 4                   |
| Norge          | 5 (VG-lista)        |
| Nya Zeeland    | 2                   |
| Storbritannien | 2 (UK Albums Chart) |
| Sverige        | 3 (Topplistan)      |
| USA            | 3 (Billboard 200)   |
| Västtyskland   | 12                  |
| Österrike      | 2                   |